# Ethlyn Smith
Ethlyn Smith (23 tháng 4 năm 1940 - 31 tháng 12 năm 2007) là một công chức đến từ Quần đảo Virgin thuộc Anh (BVI), người đã trở thành một trong hai phụ nữ đầu tiên được bầu vào Hạ viện của Quần đảo Virgin thuộc Anh. Sau một sự nghiệp hơn hai thập kỷ làm kế toán viên và quản trị viên công cộng trong ngành dân sự của Quần đảo Virgin thuộc Anh, Smith đã nghỉ hưu và tham gia vào chính trường. Bà đã tham gia cuộc bầu cử đầu tiên vào năm 1995 với tư cách là một người độc lập, chiến thắng ở Quận 5. Bà được bầu lại vào năm 1999, phục vụ cho đến khi thất bại trong cuộc bầu cử năm 2003.

## Đầu đời
Ethlyn Eugenie Smith sinh ngày 23 tháng 4 năm 1940 tại làng Huntums Ghut, trên đảo Tortola, vào thời điểm một thuộc địa của Anh được gọi là Quần đảo Leeward của Anh bởi cha mẹ là Gladys và Ernest Smith. Bà đã hoàn thành chương trình giáo dục tiểu học và trung học tại các đảo và làm việc ngắn gọn với tư cách là một thực tập sinh trong ngành công vụ của hòn đảo. Để tiếp tục học hành, bà đã theo đuổi bằng cấp liên kết của Trường Đại học Quần đảo Virgin ở Charlotte Amalie, thuộc Quần đảo Virgin thuộc Hoa Kỳ. Bà đã hoàn thành chương trình cấp bằng kế toán vào năm 1968 và tiếp tục học thêm tại Đại học Kỹ thuật Wandsworth ở London và Đại học Calgary. Bà tốt nghiệp từ năm 1970 tại Calgary với bằng cử nhân kế toán. Trong thời gian đi học, đất nước này đã bị phân rã và trở thành Quần đảo Virgin thuộc Anh (BVI), một trong những nơi phụ thuộc của Lãnh thổ hải ngoại Anh.

## Sự nghiệp
Trở lại BVI cùng năm đó, Smith trở lại ngành dân sự và được làm Kế toán tổng hợp, trở thành người phụ nữ đầu tiên giữ chức vụ này. Bà được đề bạt làm Thư ký thường trực của Bộ Truyền thông và Công trình 1976. Mong muốn được tiếp tục học hành, Smith đã được trao học bổng Hubert Humphrey vào năm 1983 và theo học Đại học bang Pennsylvania, lấy bằng thạc sĩ quản trị công vào năm sau. Năm 1989, bà chuyển sang Bộ Tài nguyên và Lao động. Nghỉ hưu vào năm 1992, Smith đã đi du lịch vài năm và làm việc với nhiều câu lạc bộ khác nhau trong dịch vụ cộng đồng trước khi tham gia vào chính trị.
Năm 1995, Smith và năm phụ nữ khác chạy đua vào văn phòng công cộng với tư cách là ứng cử viên độc lập. Mỗi người phụ nữ hoạt động độc lập và năm người tham gia với tư cách là ứng cử viên lớn, để cho thấy rằng phụ nữ hiểu hệ thống chính trị và nhận ra rằng lợi ích quốc gia nên được ưu tiên hơn ảnh hưởng của huyện. Smith là một trong hai người chiến thắng trong cuộc bầu cử, đánh bại Cyril Romney, người đã tổ chức khu vực bầu cử quận 5 trong hơn một thập kỷ.  Eileene L. Parsons và Ethlyn Smith trở thành hai người phụ nữ đầu tiên được bầu để phục vụ trong hội đồng lập pháp của BVI.   
Trong sự nghiệp lập pháp của mình, Smith được chỉ định làm đại biểu cho các Hội nghị của Hiệp hội Nghị viện Liên bang, tham dự các cuộc họp được tổ chức vào năm 1995 tại Sri Lanka, năm 1996 tại Malaysia và năm 1997 tại Mauritius. Năm 1999, bà chạy đua vào tái tranh cử ở Quận 5 với tư cách là ứng cử viên cho Phong trào Công dân Quan tâm. Bà là thành viên duy nhất trong đảng của mình được bầu và phục vụ như một thành viên của phe đối lập, cho đến năm 2000, khi bà được bổ nhiệm làm Bộ trưởng Bộ Y tế và Phúc lợi. Smith đã tranh cử trong cuộc tổng tuyển cử năm 2003 cho Quận 5 với tư cách là ứng cử viên của Đảng Quần đảo Virgin, nhưng đã bị Delores Christopher đánh bại với tỷ lệ ba phiếu.

## Cái chết và di sản
Smith chết vào ngày 31 tháng 12 năm 2007 tại Bệnh viện Peebles ở Road Town thuộc Tortola.

### Trích dẫn
1. 1 2 3 4 5  The BVI Review 2003.
2. ↑  Steinberg 1967.
3. 1 2  O'Neal 2001.
4. ↑  Kennedy 1995.
5. ↑  Virgin Islands News Online 2013.
6. 1 2 3 4  Piper 2008.